# Freya chionopogon
Freya chionopogon là một loài nhện trong họ Salticidae.
Loài này thuộc chi Freya. Freya chionopogon được Eugène Simon miêu tả năm 1902.